# Tchantches Museum
Het Tchantches Museum (Frans: Musée Tchantchès) is een museum in de Belgische stad Luik.
Tchantches, de mascotte van Luik, is een brutale, vrijheidslievende, dappere figuur, die graag een glaasje peket (een soort jenever) drinkt en de typische kenmerken van een Luikenaar zou belichamen. Hij wordt gewoonlijk voorgesteld als een marionet in traditionele kleding. Hij zou in 760 zijn geboren tussen de straatstenen van Outremeuse. Dapper en chaotisch diende hij later Karel de Grote, met zijn grote neus als enige wapen. Zijn neiging tot opscheppen wordt meestal de kop ingedrukt door zijn even kleurrijke vrouw Nanèsse. 
Het kleine museum in Luik dat aan Tchantches is gewijd, bezit kostuums, marionetten en memorabilia; bovendien is er een theater voor voorstellingen.